# Одбојка на Летњим олимпијским играма 1996.
На Олимпијским играма у Аталанти 1996 поред такмичења у одбојци уведена је први пут и одбојка на песку у обе конкуренције. Такмичења су одржана одржано је у периоду од 20. јула до 3. августа. Систем такмичење и број екипа у мушкој конкуренцији је остао исти као и раније. У женској конкуренцији број екипа је повећан на 12. Играло се у две групе као и код мушкараца, једино није било разигравања за пласман од 9 до 12 места, тако да су петопласиране екипе делиле 9, а шестопласиране 11 место..

## Освајачи медаља и коначан пласман
| Дисциплина        | Злато | Сребро | Бронза | 4   | 5   | 6    | 7   | 8   | 9        | 10       | 11        | 12        |
| ----------------- | ----- | ------ | ------ | --- | --- | ---- | --- | --- | -------- | -------- | --------- | --------- |
| Мушкарци — детаљи | ХОЛ   | ИТА    | ЈУГ    | РУС | БРА | КУБА | БУГ | АРГ | САД      | ЈКО      | ПОЉ       | ТУН       |
| Жене — детаљи     | КУБА  | КИНА   | БРА    | РУС | ХОЛ | ЈКО  | САД | НЕМ | КАН, ЈАП | КАН, ЈАП | ПЕРУ, УКР | ПЕРУ, УКР |

## Биланс медаља
| Екипа          | Злато | Сребро | Бронза | Укупно |
| Холандија      | 1     | 0      | 0      | 1      |
| Куба           | 1     | 0      | 0      | 1      |
| Италија        | 0     | 1      | 0      | 1      |
| Кина           | 0     | 1      | 0      | 1      |
| СР Југославија | 0     | 0      | 1      | 1      |
| Бразил         | 0     | 0      | 1      | 1      |
| Укупно (6)     | 2     | 2      | 2      | 6      |